# Диарра, Мохаммед
Мохаммед Диарра (англ. Mohammed Diarra; 20 июня 1992, Конакри, Гвинея) — гвинейский футболист, полузащитник. Выступал за сборную Гвинеи.

## Клубная карьера
Футбольную карьеру начинал 2009 году в французском «Пари Сен-Жермен».
В 2012 году перешёл в датский «Оденсе».
В 2016 году играл за «Нюкёбинг».
В 2017 году стал игроком казахстанского «Тараза».

## Международная карьера
Выступал на Кубке Африканских Нации 2015 года в составе национальной сборной Гвинеи.